# 송월동 동화마을

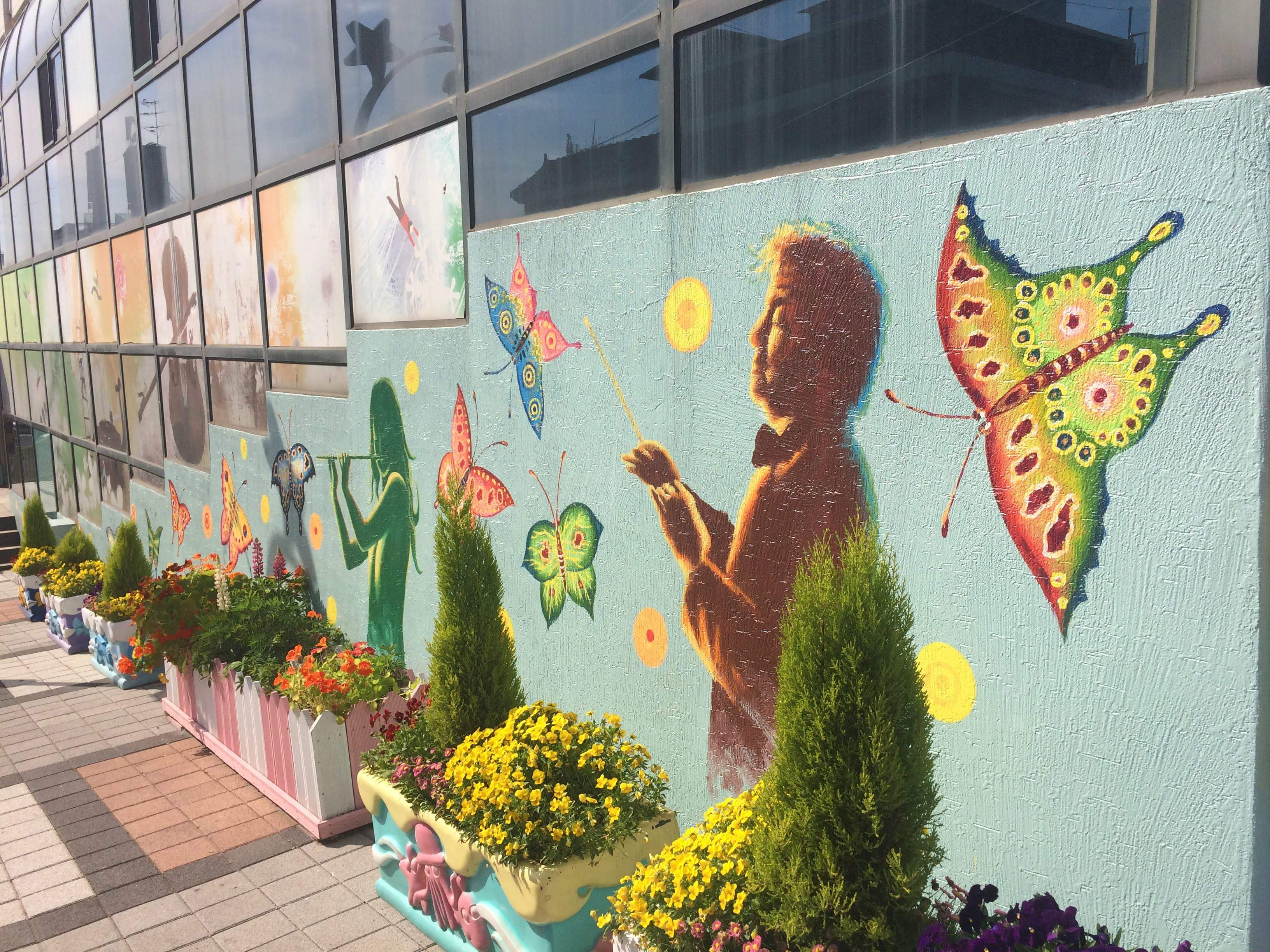

송월동 동화마을은 인천광역시 중구 송월동에 있는, 동화를 주제로 한 마을이다. 달동네였던 곳을 재정비하여 한국과 세계의 동화를 소재로 꾸몄다.

## 역사
인천항이 1883년에 개항되면서 외국인들이 거주하기 시작해 송월동은 부촌이 되었다. 그러나 수십 년 동안 젊은 세대가 떠나고 나이가 많은 주민들만 남아 마을은 활기를 잃었다. 정부는 2013년에 열악한 주거환경을 개선하기 위해 송월동을 동화마을로 탈바꿈시켰다.

## 특징
세계 명작 동화를 주제로 한 벽화가 담에 그려져 있다. ‘도로시의 길’, ‘빨간모자 길’, ‘엄지공주 길’ 등 11개 테마의 골목길이 있고, 곳곳에 조형물들이 설치되어 있다.
2020년 기준 인구는 4600명으로, 대부분 60-80대이다. 이전의 마을이 조용했기 때문에 도시 재생 사업 후 일부 주민들은 방문객을 구경하는 것을 즐겼다. 그러나 관광객으로 인한 소음, 쓰레기, 사생활 침해가 문제가 되었다.